# Ефект храповика

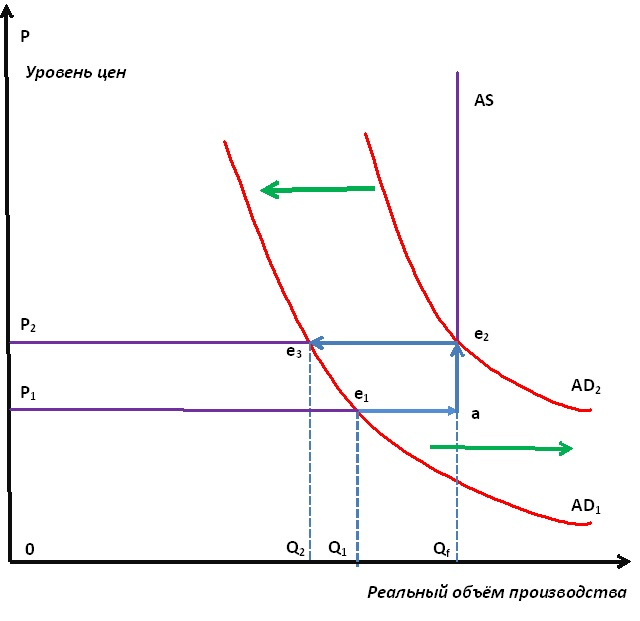
Ефект храповика

Ефект храповика — ефект в економічній теорії, де храповик — це механізм, який не дозволяє колесу прокручуватися в зворотну сторону. Ряд економічних показників, збільшившись, в короткостроковому періоді не обов'язково знижуються до початкового рівня. Термін вперше ввів Джозеф Берлінер в 1952 році в ході аналізу мотивацій менеджерів фірм.

## Зростання цін
Зростання сукупного попиту викликає зростання цін на товари, а при скороченні сукупного попиту не обов'язково призводить до зниження сукупного рівня цін, особливо в короткостроковому періоді. Ціни зберігаються стабільними і виникає ефект храповика.
Економічний зміст даного ефекту полягає в тому, що зміни цін у бік підвищення відбуваються легше, ніж у бік зниження, тобто є негнучкість цін в бік зниження. Причинами виникнення ефекту може бути: фіксована контрактами заробітна плата в собівартості продукції; зниження продуктивності в зв'язку зі зниженням зарплати; втрати від інвестицій в підготовку кадрів, які наважилися змінити роботодавця; правові чинники, пов'язані з мінімальним рівнем зарплати і мінімальним рівнем компенсацій при звільненні працівників; монополізм на ринках; державна політика регулювання цін або дії профспілок, що перешкоджають зниженню номінальної заробітної плати.
Дії процесу показані на малюнку «Ефект храповика», де при збільшенні сукупного попиту від AD1 до AD2 точка рівноваги зміщується з e1 до e2, де обсяг виробництва виростає з Q1 до Qf, а рівень цін з P1 до P2. При подальшому зниженні сукупного попиту від AD2 до AD1 не повертає економіку до початкового стану, а формує нову рівновагу в точці e3, при якому зберігаються встановлені нові ціни P2, а обсяг виробництва падає нижче, ніж первинний рівень Q2, при цьому може виникнути зростання безробіття. Ефект храповика призводить до зміщення кривої сукупної пропозиції з P1aAS до P2e2AS.

## Ріст державного сектора
Ефект храповика при зростанні державного сектора вперше описаний у 1987 році в книзі економіста Роберта Гіґґса «Криза і Левіафан: Поворотні моменти росту американського уряду»: державний сектор економіки активно зростає в період криз (в період воєн або депресій), а після їх закінчення стискається, але вже не до початкового рівня.

## Мотивація менеджерів
У 1952 році в своїй статті «Неформальна організація радянських підприємств» Джозеф Берлінер при аналізі мотивацій менеджерів фірм встановив, що ті прагнуть перевиконувати виробничі плани не більше, ніж на 2%, побоюючись того, що в наступному періоді затвердять план з більш жорсткими плановими показниками. Така ж мотивація менеджерів з приводу освоєння бюджету, коли вони прагнуть освоїти його навіть без будь-якої користі для себе, побоюючись того, що бюджет може бути урізаний в майбутньому. Так само роблять висококваліфіковані фахівці, працюючи в одному режимі з низькокваліфікованими, щоб уникнути збільшення навантаження і тому подібне. Психологічно, це явище ілюструється формулою «До хорошого звикаєш набагато швидше, ніж відвикаєш від нього».

## Критика
Ряд досліджень показують, що зниження цін після періоду зростання може призводити до цін нижче первісного рівня, що може бути пов'язано з ослабленням дій профспілок, а конкуренція з боку іноземних товарів не дозволяє мати монопольну владу на ринку, що підтверджується численними спадами в економіці, коли ціни знаходяться на мінімальних значеннях.